# Alessia Pilani
Alessia Pilani (Lugo, 6 marzo 1999) è una rugbista a 15 italiana, dal 2025 pilone della sezione femminile dello Stade bordelais.

## Biografia
Romagnola nata a Lugo ma cresciuta a Massa Lombarda, praticò ciclismo fino a 17 anni (fu bronzo nel 2016 nella 500 m a cronometro al campionato italiano juniores) per poi seguire l'attività sportiva del fratello nel Rugby Imola.
Dal 2019 al Colorno, con il club del Parmense rimase ferma di fatto per due stagioni a causa dell'annullamento di due edizioni consecutive di campionato per via della pandemia di COVID-19; ripresa l'attività agonistica, le prestazioni nelle due stagioni successive le sono valse la convocazione in nazionale contro il Galles nell'ultima giornata del Sei Nazioni 2023, benché senza debutto.
La prima maglia azzurra è giunta a luglio di quello stesso anno, a Piacenza contro la Spagna in una gara ufficiale di qualificazione al WXV successivo
A fine campionato 2024-25 si è trasferita in Francia con un contratto professionistico per lo Stade bordelais di Bordeaux, campione nazionale uscente e, successivamente, è stata inclusa nella rosa delle convocate alla Coppa del Mondo 2025 in Inghilterra.